# Folktribunen
Folktribunen var åren 1997 till 2002 den nazistiska organisationen Svenska motståndsrörelsens organisationstidskrift. Redaktör var under hela utgivningstiden Klas Lund, ansvarig utgivare har varierat. 
Tidningen trycktes i tabloidformat och innehöll såväl nyheter som ideologiska artiklar. Tonen var bitvis mycket hätsk mot politiker och invandrare och tidningen drog på sig anmälningar om hets mot folkgrupp. Under rubriken Svenskarnas rätt till självförsvar i nummer 1:1997 slås på ledarplats fast att Folktribunen är en patriotisk tidning. I nummer 3:1997 offentliggörs på ledarplats Svenska motståndsrörelsen. Den motsvarande tidningen för Folktribunen är idag Nationellt Motstånd som är Svenska Motståndsrörelsens nuvarande tidning.